# Hampea breedlovei
Hampea breedlovei är en malvaväxtart som beskrevs av P.A. Fryxell. Hampea breedlovei ingår i släktet Hampea och familjen malvaväxter. Inga underarter finns listade i Catalogue of Life.